# Irish + London Tour
U2-3 London Tour, fue una gira realizada por la banda de Rock irlandesa U2 tras el lanzamiento de su EP Three. La gira tomo parte durante diciembre de 1979 y constó de 11 conciertos en la ciudad inglesa de Londres. 

## Fechas del Tour[1]
| Fecha                   | País       | Ciudad  | Lugar                         |
| 1 de diciembre de 1979  | Inglaterra | Londres | Moolight Club, West Hampstead |
| 2 de diciembre de 1979  | Inglaterra | Londres | Nashville Rooms, Earls Court  |
| 3 de diciembre de 1979  | Inglaterra | Londres | 100 Club, Clapham             |
| 4 de diciembre de 1979  | Inglaterra | Londres | Hope & Anchor, Islington      |
| 5 de diciembre de 1979  | Inglaterra | Londres | Rock Garden, Covent Garden    |
| 7 de diciembre de 1979  | Inglaterra | Londres | Electric Ballroom, Camden     |
| 8 de diciembre de 1979  | Inglaterra | Londres | Electric Ballroom, Camden     |
| 10 de diciembre de 1979 | Inglaterra | Londres | Moonlight Club                |
| 11 de diciembre de 1979 | Inglaterra | Londres | Bridge House, Canning Town    |
| 14 de diciembre de 1979 | Inglaterra | Londres | Dingwalls, Camden             |
| 15 de diciembre de 1979 | Inglaterra | Londres | Windsor Castle, Harrow Road   |